# Coccophagus longipedicellus
Coccophagus longipedicellus är en stekelart som beskrevs av Shafee 1972. Coccophagus longipedicellus ingår i släktet Coccophagus och familjen växtlussteklar. Inga underarter finns listade i Catalogue of Life.